# Pata, Galanta
Pata este o comună slovacă, aflată în districtul Galanta din regiunea Trnava. Localitatea se află la altitudinea de 138 m deasupra n.m., se întinde pe o suprafață de 17,55 km2 și în 2017 număra 3.131 de locuitori.

## Istoric
Localitatea Pata este atestată documentar din 1138.

## Demografie
| An:                | 1994 | 2004   | 2014   | 2024   |
| ------------------ | ---- | ------ | ------ | ------ |
| Număr de persoane: | 2906 | 3051   | 3077   | 3274   |
| Diferență:         |      | +4,98% | +0,85% | +6,40% |

| An:                | 2023 | 2024   |
| ------------------ | ---- | ------ |
| Număr de persoane: | 3273 | 3274   |
| Diferență:         |      | +0,03% |